# 源公忠
源公忠（日语：／ Minamoto no Kintada */?，889年—948年10月）是日本平安時代的貴族和歌人，出自於光孝源氏，其父是大藏卿源國紀，祖父是光孝天皇，官位為從四位下右大辨。和歌方面，他有21首作品收錄於敕撰和歌集，初次收錄為《後撰和歌集》，與其子源信明同為三十六歌仙。

## 生平
公忠生於寬平元年（889年），為源國紀的次子。延喜11年正月21日（911年2月22日），他獲准昇殿，延喜13年（913年）4月就任為掃部助。延喜18年3月14日（918年4月27日），他獲補任為六位藏人，翌年6月3日（919年7月2日）兼任近江權大掾。延喜21年3月13日（921年4月23日），他就任為修理權亮。
延長3年正月7日（925年2月2日），公忠由於擔任藏人有勞而獲敘為從五位下，同年10月14日（11月2日）出任內藏權助。延長6年正月29日（928年2月23日），他就任為民部少輔，同年5月10日（5月31日）補任為五位藏人。延長7年正月29日（929年3月13日），他出任右少辨，同年2月25日（4月7日）補任為東大寺別當。翌年9月，他的藏人職務雖然一度停止，不過在同年11月18日（930年12月10日）復任。
承平2年正月7日（932年2月15日），公忠升至從五位上，翌年正月13日（933年2月10日）兼任山城守，同年10月24日（11月14日）升任權右中辨。承平6年正月7日（936年2月2日），他再升至正五位下，翌年正月辭任藏人，由其子源信明繼任。同年9月，他就任為右中辨。承平8年正月7日（938年2月8日），他升至從四位下，天慶3年3月25日（940年5月5日）就任為大宰大貳，同年5月14日（6月22日）補任為朱雀院的院別當。
天慶4年3月28日（941年4月27日），公忠出任近江守。天慶6年12月7日（944年1月5日），他兼任為右大辨，翌年因病辭去右大辨職位。天曆2年（948年）10月，公忠死去，享年60歲，根據《三十六人歌仙傳》記載他在10月28日（12月1日）死去，《日本紀略》則稱是10月29日（12月2日）。
公忠一生先後擔任醍醐天皇和朱雀天皇的藏人，不但得到兩人的重用，在朱雀天皇時期也獲太政大臣藤原忠平信任，於《貞信公記》稱其為忠實的能吏。交友方面，他與藤原季繩私交甚篤，兩人的故事見於《大和物語》，紀貫之在死前也將辭世歌贈予公忠，此歌收錄於《貫之集》（新編國歌大觀編號902）。
此外，他也擅於鷹獵和合香，《大鏡》記載他甚至能夠嚐出久世郡和交野郡的綠雉，其事蹟也散見於《宇治拾遺物語》、《江談抄》、《今昔物語集》、《袋草紙》、《古事談》和《俊賴髓腦》等作品中。

## 和歌
| 敕撰和歌集     | 新編國歌大觀編號     |
| -------------- | -------------------- |
| 後撰和歌集     | 123、1316            |
| 拾遺和歌集     | 106、283、1055、1207 |
| 新古今和歌集   | 89、1444             |
| 新敕撰和歌集   | 255、379、454、542   |
| 續後撰和歌集   | 411                  |
| 玉葉和歌集     | 79、278、1114        |
| 續千載和歌集   | 380                  |
| 續後拾遺和歌集 | 257、435             |
| 新千載和歌集   | 404                  |
| 新續古今和歌集 | 452                  |

公忠總共有21首和歌收錄於敕撰和歌集，其作品也收錄於內裏菊合、前十五番歌合和日本紀竟宴和歌等等，連歌則有兩組收錄於《菟玖波集》，分別是「戀連歌上」以及「雜連歌四」的作品（連歌大觀編號1392和2947），另有一首漢詩以掃部助名義收錄於西本願寺本《躬恒集》內。

### 三十六人撰
| 敕撰和歌集版本 | 《三十六人撰》版本 | 《公忠集》版本 | 姜文清譯本                               |
| -------------- | ------------------ | -------------- | ---------------------------------------- |
|                |                    |                | 整日行 山路寂寥 杜鵑兒 此時應有 一聲啼叫 |

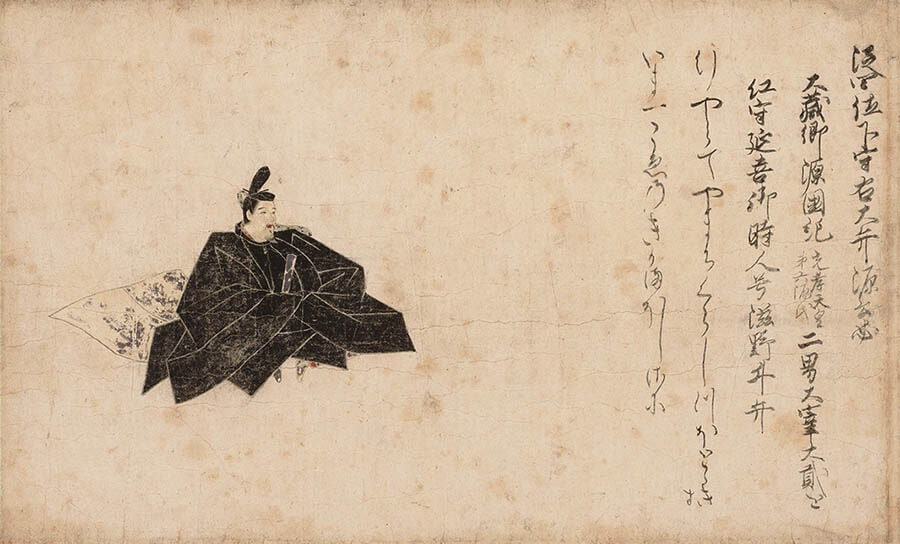
《佐竹本三十六歌仙繪卷》中的源公忠，其中的和歌即此歌

這首和歌收錄於《拾遺和歌集》卷第二「夏」，新編國歌大觀編號是106，詞書是「北宮的裳着的屏風」（北宮のもぎの屏風に），在《公忠集》的詞書則是「在此宮的初笄屏風中，當人越過山嶺時聽到大杜鵑的啼聲」（このみやのみくしげの御屏風に、やまをこゆる人の郭公ききたるといふに）。其中，此宮（このみや）為北宮的誤讀，北宮是指康子內親王，裳着是指從垂髮改成結髮的成人禮，又稱為初笄（みぐしあげ），詞書中的漏了字，《公忠集》的詞書則反映屏風描繪當人在越過山嶺時聽到大杜鵑啼聲的畫面。
此歌是祝賀康子內親王在承平3年8月27日（933年9月19日）舉行裳着儀式的屏風歌，當時獻上屏風歌的尚有紀貫之、右近、伊勢和大中臣賴基等人。此歌的意思是在聽到大杜鵑的啼聲後無法就此離去，結果在山路過了一晚，為的就是再聽其啼聲。此歌在《大鏡》中獲評為「在吟詠此歌前，貫之等不少人雖然也已經發表其作品，不過以作者來說，此歌是受到世人格外推崇的好歌。」（貫之など数多詠みて侍りしかど、人にとりてはすぐれてののしられたうびし歌よ）。
此歌在《袋草紙》也獲評為「大杜鵑相關的五首好歌」（郭公の五首秀歌なり）之一，與紀貫之在《古今和歌集》的作品（新編國歌大觀編號156）、平兼盛在《拾遺和歌集》中的作品（新編國歌大觀編號101）、藤原實方在《拾遺和歌集》中的作品（新編國歌大觀編號124）以及藤原道綱母在《拾遺和歌集》中的作品（新編國歌大觀編號102）齊名。
此歌同時收錄於《拾遺抄》、《古今和歌六帖》、《金玉和歌集》、《和漢朗詠集》、《前十五番歌合》、《俊成三十六人歌合》、《新時代不同歌合》、《和歌體十種》、《和歌十體》、《三十人撰》、《深窓秘抄》、《俊賴髓腦》、《奧儀抄》、《兼載雜談》和《大鏡》等等。
| 敕撰和歌集版本 | 《三十六人撰》版本 | 《公忠集》版本 |
| -------------- | ------------------ | -------------- |
|                |                    |                |

這首和歌收錄於《拾遺和歌集》卷第五「賀」，新編國歌大觀編號是283，詞書是「向權中納言敦忠的母親表示祝賀」（権中納言敦忠、母の賀し侍りけるに），此為定家本的說法，具世本和北野本等則採用祝賀敦忠之妻的說法。官職名稱方面，宮內廳書陵部藏御所本三十六人家集（書架編號510·12）和冷泉家時雨亭文庫藏本則為右大將，然而敦忠一生從未出任過右大將，直至《拾遺和歌集》才改成權中納言。
相對地，《拾遺抄》的詞書是「向右大將保忠之妻表示祝賀」（右大将保忠がめの賀し侍りけるに），保忠是指敦忠的長兄藤原保忠，他在承平2年8月30日（932年10月2日）出任右大將，直至承平6年7月14日（936年8月3日）死去為止。由於其號為八條大將，與宮內廳書陵部藏本（書架編號511·2）《公忠集》的詞書「向八條大將表示祝賀」（八条の大将のためにがしけるに）不謀而合，宮內廳書陵部另一藏本（書架編號501·54）為兩者混合的「向八條大將之妻表示祝賀」（八条大将の女の賀しけるに），彰考館文庫藏本則僅有「向右大將」（右大将に）。
此歌的對象是保忠本人的說法也見於正保版歌仙家集本以及西本願寺本等等，有可能是保忠的四十賀。此歌的意思是就算你能夠長命百歲，我仍然不會心滿意足，因為我對你的思念是沒有界限的。按照定家本詞書說法的話，此歌是公忠將自己當成是敦忠而創作的和歌。此歌同時收錄於《新時代不同歌合》、《三十人撰》和《定家八代抄》。
| 敕撰和歌集版本 | 《三十六人撰》版本 | 《公忠集》版本 |
| -------------- | ------------------ | -------------- |
|                |                    |                |

這首和歌收錄於《後撰和歌集》卷第十五「雜一」，新編國歌大觀編號是1123，詞書是「小野好古朝臣作為討伐軍被派遣至西國已經兩年，本以為能夠升至四位，卻事與願違，他對於自己先前被指派負責此事心神不定，並且來信訴苦，我便在信的背面寫下此歌來回信」（小野好古朝臣、にしのくにのうてのつかひにまかりて二年といふとし、四位にはかならずまかりなるべかりけるを、さもあらずなりにければ、かかる事にしもさされにける事のやすからぬよしをうれへおくりて侍りけるふみの、返事のうらにかきつけてつかはしける），《公忠集》的詞書是「野好古在獲任命為純友的追討使時充滿希望，相信作為少將可以升至四位，不過事與願違，心神不定的他繼而來信訴苦，我便在文末以此歌來回信」（野好古、すみともが時の追討使にてくだり、明くるとし、少将のらうにて四位になるべかりけるが、あづからざりければ、やすからぬよし、うれへおくりてはべりける文のおくにかきつけける）。
此歌源於小野好古雖然作為山陽道追捕使平定藤原純友之亂，不過在凱旋後的翌年時仍然未獲晉升至四位而向公忠訴苦而來，意思是時隔兩年沒見，沒想到你還是身穿五位的緋衣。歌中的玉匣（たまくしげ）是指裝有梳的華麗盒子，為「蓋」（ふた）的枕詞，與「二年」（ふたとせ）形成掛詞，盒蓋與「盒身」（身）成對，「見面」（あふ）、「盒身」和「緋色」（あけ）是箱子的緣語，「緋色」與「打開」也是掛詞。好古的返歌也收錄於《後撰和歌集》內，緊隨於此歌之後。此歌同時收錄於《和漢朗詠集》、《俊成三十六人歌合》、《三十人撰》、《俊賴髓腦》、《和歌童蒙抄》、《大和物語》、《世繼物語》和《定家八代抄》。

### 俊成三十六人歌合
| 敕撰和歌集版本 | 《俊成三十六人歌合》版本 | 《公忠集》版本 |
| -------------- | ------------------------ | -------------- |
|                |                          |                |

這首和歌收錄於《拾遺和歌集》卷第十六「雜春」，新編國歌大觀編號是1055，詞書是「在醍醐天皇時期，於南殿看見散落一地的櫻花時」（延喜御時、南殿にちりつみて侍りける花を見て）。此歌的意思是主殿寮的基層職員啊，如果你們能夠體會到櫻花散落的情趣的話，這個春天就請不要每朝打掃了。首句是指負責打掃的主殿寮，第二句是指伴部，意指基層職員，第三句是指如果你有這種情趣的話，末句是指朝早不要打掃。
此歌通過描述左近櫻，在明知職員有其責任，仍然要求他們不要打掃來表達唯美的感覺。窪田空穗則認為此歌的背景是早上，反映當時作者在過了一晚後於晨光下發現櫻花散落一地，其美景恍惚讓其驚嘆至呼吸也驟停。在《今昔物語集》中，藤原敦忠在藤原實賴的要求下吟唱了此歌，實賴對此大加讚賞，表示實在無法返歌，以相形見絀的作品來回應的話只會遺臭萬年，要創作出超越此歌的作品我是沒辦法了，最後實賴唯有以古歌來回應。
此歌同時收錄於《拾遺抄》、《和漢朗詠集》、《新時代不同歌合》、《俊賴髓腦》、《奧儀抄》、《袖中抄》、《和歌色葉》、《悅目抄》、《和歌口傳抄》、《心敬私語》、《今昔物語集》、《寶物集》和《色葉和難集》。

## 家集
公忠的家集是《公忠集》，以敕撰和歌集的和歌分類方式為基礎，分為春、夏、秋、冬、賀、戀、別和雜各部分，其中13首和歌並非公忠的作品，由於當中包括藤原公任在寬和2年（986年）內裏歌合中的作品，因此推測編撰時期在寬和2年之後，於《後撰和歌集》和《拾遺和歌集》之間的時期完成。家集分為四個系統，分別是西本願寺本系統（流布本系統）、宮內廳書陵部藏御所本（書架編號501·54）系統、定家自筆本系統（定家筆本系統）以及部類名家集系統（部類名家集切、名家家集切）。在各版本互補下的總收錄歌數是58首。

### 西本願寺本系統和宮內廳書陵部藏御所本（書架編號501·54）系統

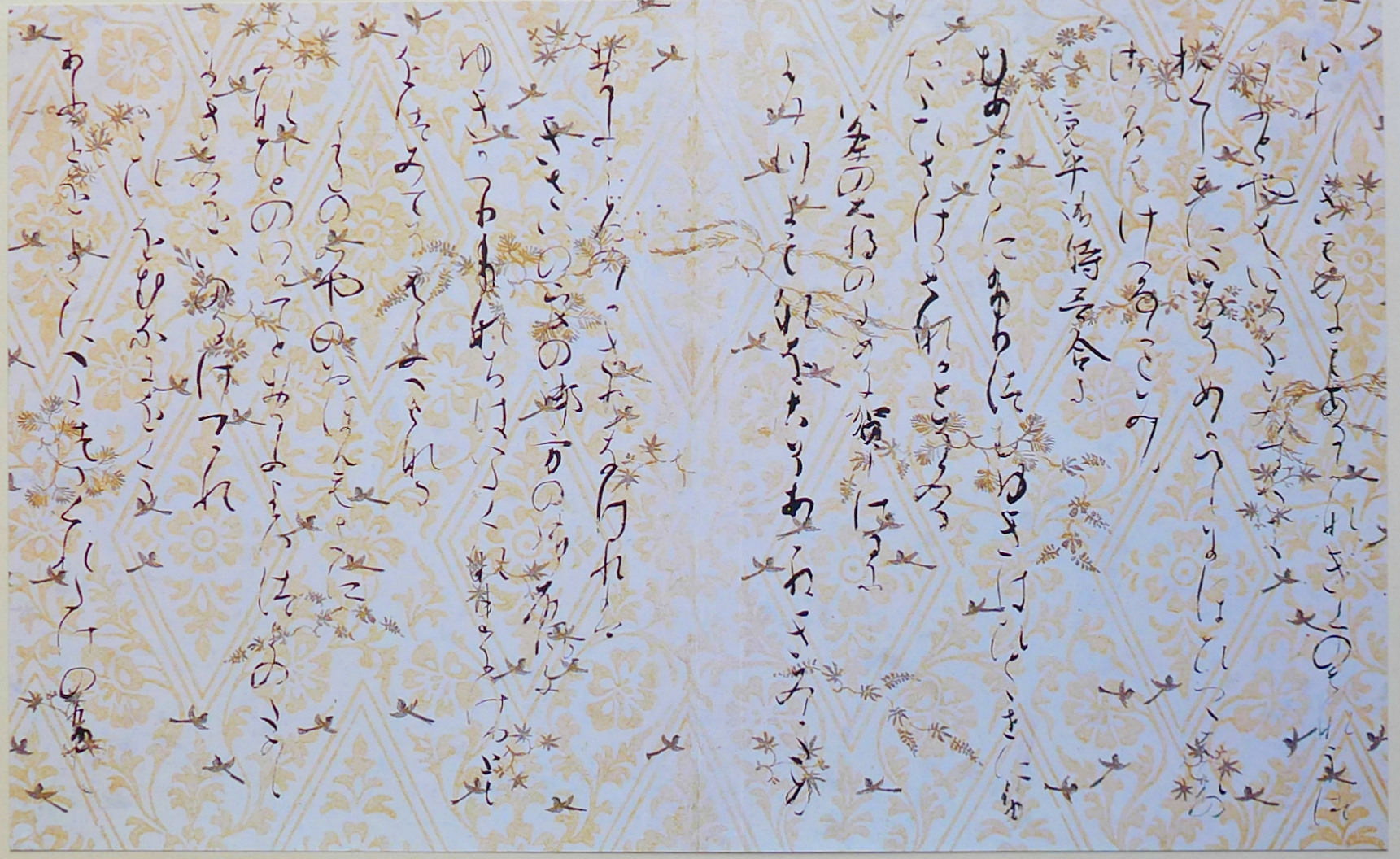
西本願寺本

西本願寺本系統（流布本系統）涵蓋西本願寺本、正保版歌仙家集本、宮內廳書陵部藏本（書架編號511·2）、內閣文庫藏本（書架編號201·433）、群書類從本以及高橋正治藏《源公忠朝臣集》等等。此系統總共收錄50首和歌以及兩組連歌，其中西本願寺本是48首，為長20厘米，寬15厘米的粘葉裝，外題是「公忠」（きむたゞ），內題是「公忠集」，料紙是白色唐紙，11頁著墨，1頁白紙，與西本願寺本《朝忠集》推測同樣出自寂蓮的手筆。正保版歌仙家集本則是50首，各版本之間約有5首收錄歌並不相同。此外，高橋正治藏《源公忠朝臣集》與西本願寺本幾乎一致，僅有兩處不同，為長17厘米，寬17.6厘米的列帖裝。此外，此系統卷末中沒有詞書的和歌被視為增補部分。
宮內廳書陵部藏御所本（書架編號501·54）系統僅有此版本，總共收錄36首和歌以及三組連歌，為長23.7厘米，寬17.7厘米的列帖裝。排列上雖然與西本願寺本系統相同，不過沒有增補部分，另有奧書「校合畢 從三位行治部卿平朝臣業兼」。此系統推測與西本願寺本系統源於同一祖本，不過此系統時期更早。

### 定家自筆本系統

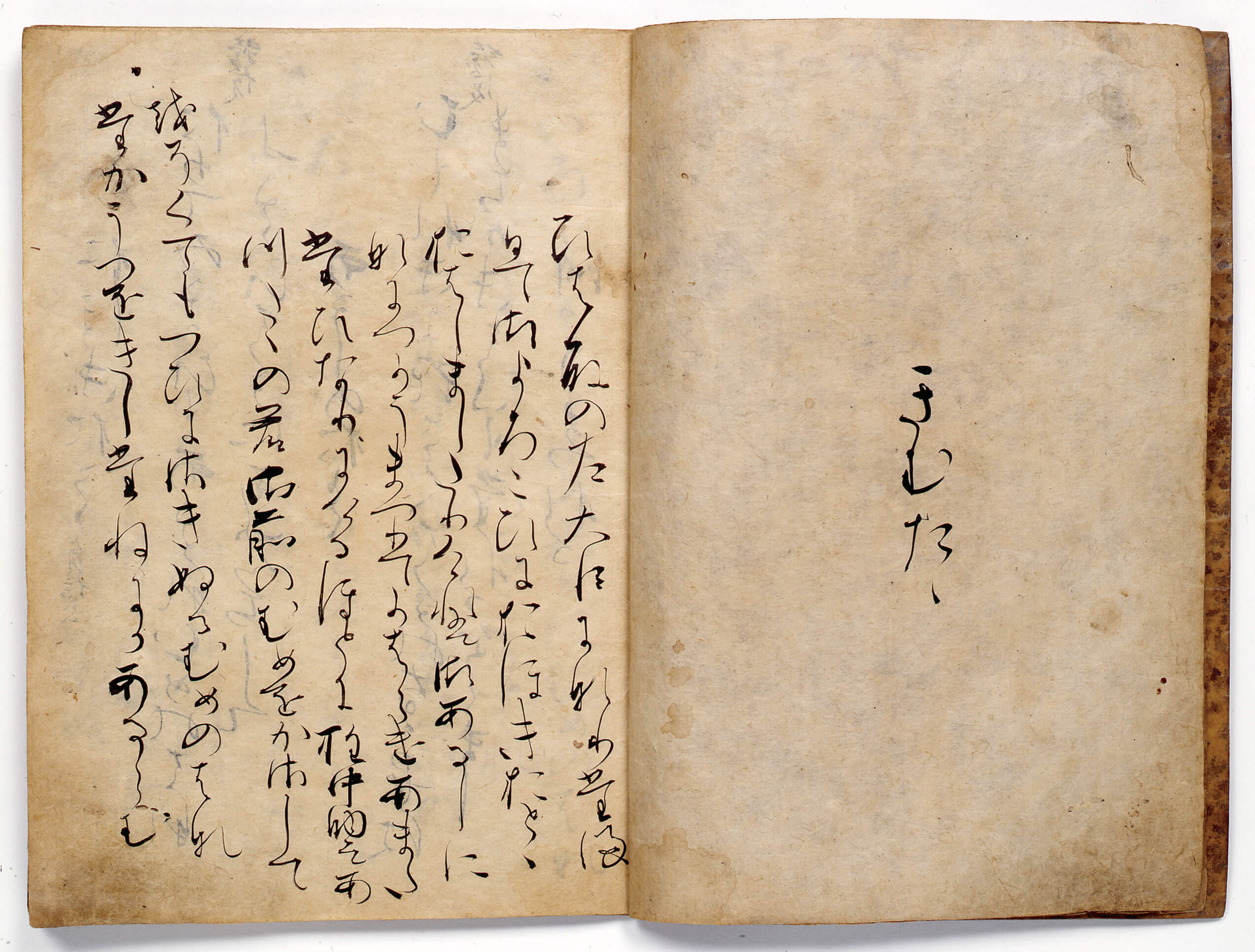
大東急紀念文庫藏定家監督書寫本

定家自筆本系統總共收錄16首和歌和一組連歌，為唯一由公忠自行編撰的系統，涵蓋冷泉家時雨亭文庫藏《公忠朝臣集》、大東急紀念文庫藏定家監督書寫本、彰考館文庫藏（書架編號巳·五）《公忠集》、宮內廳書陵部藏御所本三十六人家集（書架編號510·12）的《公忠集》和聖母清心女子大學藏本等等。
其中，冷泉家時雨亭文庫藏《公忠朝臣集》推測成書於平安時代後期的12世紀中葉之後，家集中的校訂部分等出自定家的手筆，長12.6厘米，寬14.1厘米，與《道成集》合為一冊，料紙是柿色的唐紙，第4頁背面、第8頁正面和第11頁正面則是幾乎同色的蠟箋鳥之子紙。封面是金銀箔砂子，中央處邱後來加上的外題，寫有「公忠朝臣集」，封面後的第1頁、第2頁背面和第7頁正面有以銀泥繪成的花、松樹和鳥的圖案。
大東急紀念文庫藏定家監督書寫本長21.2厘米，寬15.3厘米，外題是「公忠朝臣集」，內題是「公忠」（きむたゞ），成書於鎌倉時代，此版本的祖本是冷泉家時雨亭文庫藏《公忠朝臣集》，兩者在排列上不但一致，內文也非常類似，此版本與冷泉家時雨亭文庫藏冷泉為滿筆本《公忠朝臣集》也有相同的奧書「此一帖依關白秀次公御 所望進之一字不 令寫者也 于時天正廿壬辰年正月吉日 羽林良將藤為滿」，反映大東急紀念文庫藏定家監督書寫本是冷泉為滿在天正20年（1592年）正月將其贈予豐臣秀次而來，宮內廳書陵部藏御所本三十六人家集（書架編號510·12）則是連同此奧書，如實抄寫自冷泉為滿筆本。
彰考館文庫藏本是長26厘米，寬18.6厘米的袋綴，漢字的用法與近世較為接近，奧書是「右者公忠朝臣家集也，京極中納言定家卿御筆書寫了」。此系統推測與家集的原型最為接近，與西本願寺本系統在歌數、排列以至內容方面均截然不同。

### 部類名家集系統
部類名家集系統（部類名家集切、名家家集切）是僅有一首的斷簡，為收錄於《拾遺和歌集》卷第二「夏」的作品（新編國歌大觀編號106），傳出自紀貫之手筆，同樣稱為部類名家集切或名家家集切的有藤原兼輔、在原元方、清原深養父、坂上是則和藤原興風的家集，形態上除了《兼輔集》外均相同。《和歌大辭典》和《日本古典文學大辭典》主張其屬於宮內廳書陵部藏御所本（書架編號501·54）系統，《和歌文學大辭典》稱西本願寺本系統源於此系統，《冷泉家時雨亭叢書》則以其和歌分類與其他系統完全不同為由，僅將此系統劃為第二類，其他三系統均視作為第一類。

### 古筆
收錄於《日本名跡叢刊》中的公忠集切是大東急紀念文庫藏「手鑑（百三十九葉）」中的古筆，傳稱筆者是藤原公任，又稱為砂子切，料紙是小飛雲的雲紙，撒有用手揉過的金箔和銀箔，推測原本是在12世紀初作為「三十六人家集」中的一冊而書寫而成，和歌是收錄於家集中的作品（新編國歌大觀編號9和其詞書的最後二字、18和其詞書的大部分）。此外，另一種砂子切則收錄於「手鑑（閑里加年）」內，也稱為公忠集切或公忠集斷簡，連同這兩種砂子切，稱為砂子切的古筆總共有六種八首，均屬宮內廳書陵部藏御所本（書架編號501·54）系統。
收錄於古筆手鑑「世世之友」的公忠集切是林原美術館的藏品，屬於宮內廳書陵部藏御所本（書架編號501·54）系統，傳稱筆者四條公任，即藤原公任，長19.3厘米，寬11.4厘米，料紙是撒有銀箔的雁皮紙，推測書寫於平安時代，和歌是收錄於家集中的作品（新編國歌大觀編號15和38的詞書的後半部分等等），分六行書寫。

### 底本
高橋正治藏《源公忠朝臣集》、彰考館文庫藏（書架編號巳·五）《公忠集》和部類名家集切收錄於《私家集大成》，宮內廳書陵部藏御所本（書架編號501·54）同時收錄於《私家集大成》和《桂宮本叢書》，宮內廳書陵部藏本（書架編號511·2）則收錄於《新編國歌大觀》，此外《校註國歌大系》、《續國歌大觀》和《西本願寺本三十六人集精成》等也有採錄《公忠集》，砂子切則有四葉收錄於《古筆學大成》。影印版方面，宮內廳書陵部藏御所本三十六人家集（書架編號510·12）收錄於新典社版《御所本三十六人集》，冷泉家時雨亭文庫藏《公忠朝臣集》收錄於《冷泉家時雨亭叢書》，部類名家集切則收錄於《古筆學大成》。

## 文化財
| 名稱                                     | 名義                                     | 所藏             | 指定日期                | 指定類型                    | 參考資料      |
| ---------------------------------------- | ---------------------------------------- | ---------------- | ----------------------- | --------------------------- | ------------- |
| 紙本著色三十六歌仙切（公忠，佐竹家傳來） | 紙本著色三十六歌仙切（公忠，佐竹家傳來） | 相國寺           | 1936年5月6日            | 重要文化財                  | [ 44 ]        |
| 四條亞槐公任卿 公忠集切                  | 古筆手鑑「世世之友」                     | 林原美術館       | 1937年12月 2018年3月6日 | 重要美術品 岡山縣指定文化財 | [ 43 ] [ 42 ] |
| 公忠集                                   | 三十六人家集                             | 本願寺           | 1951年6月9日            | 國寶                        | [ 45 ] [ 46 ] |
| 公忠集 砂子切                            | 手鑑（百三十九葉）                       | 五島美術館       | 1953年3月31日           | 重要文化財                  | [ 47 ] [ 40 ] |
| 傳藤原公任筆「砂子切」《公忠集》         | 手鑑（閑里加年）                         | 五島美術館       | 1953年2月2日            | 重要文化財                  | [ 48 ] [ 41 ] |
| 公忠朝臣集                               | 公忠朝臣集                               | 五島美術館       | 2000年12月4日           | 重要文化財                  | [ 49 ]        |
| 公忠朝臣集和道成集                       | 私家集                                   | 冷泉家時雨亭文庫 | 2002年6月26日           | 重要文化財                  | [ 50 ] [ 51 ] |

## 註解
1. ↑  詞書是指寫在和歌前的一些語句，用於說明該和歌的主題或寫作動機等等[16]。
2. ↑  砂子是指將金箔和銀箔弄成粉，作為裝飾撒在上面[36]。

## 外部連結
- . kotobank （日语）.
- . 國書數據庫 （日语）.
- . 國際日本文化研究中心和歌數據庫 （日语）.